# Бернулли, Даниил
Дании́л Берну́лли (Daniel Bernoulli; 29 января (8 февраля) 1700 — 17 марта 1782) — швейцарский физик, механик и математик, один из создателей кинетической теории газов, гидродинамики и математической физики. Сын Иоганна Бернулли.
Академик и иностранный почётный член (1733) Петербургской академии наук, член Академий: Болонской (1724), Берлинской (1747), Парижской (1748), Лондонского королевского общества (1750). 

## Биография

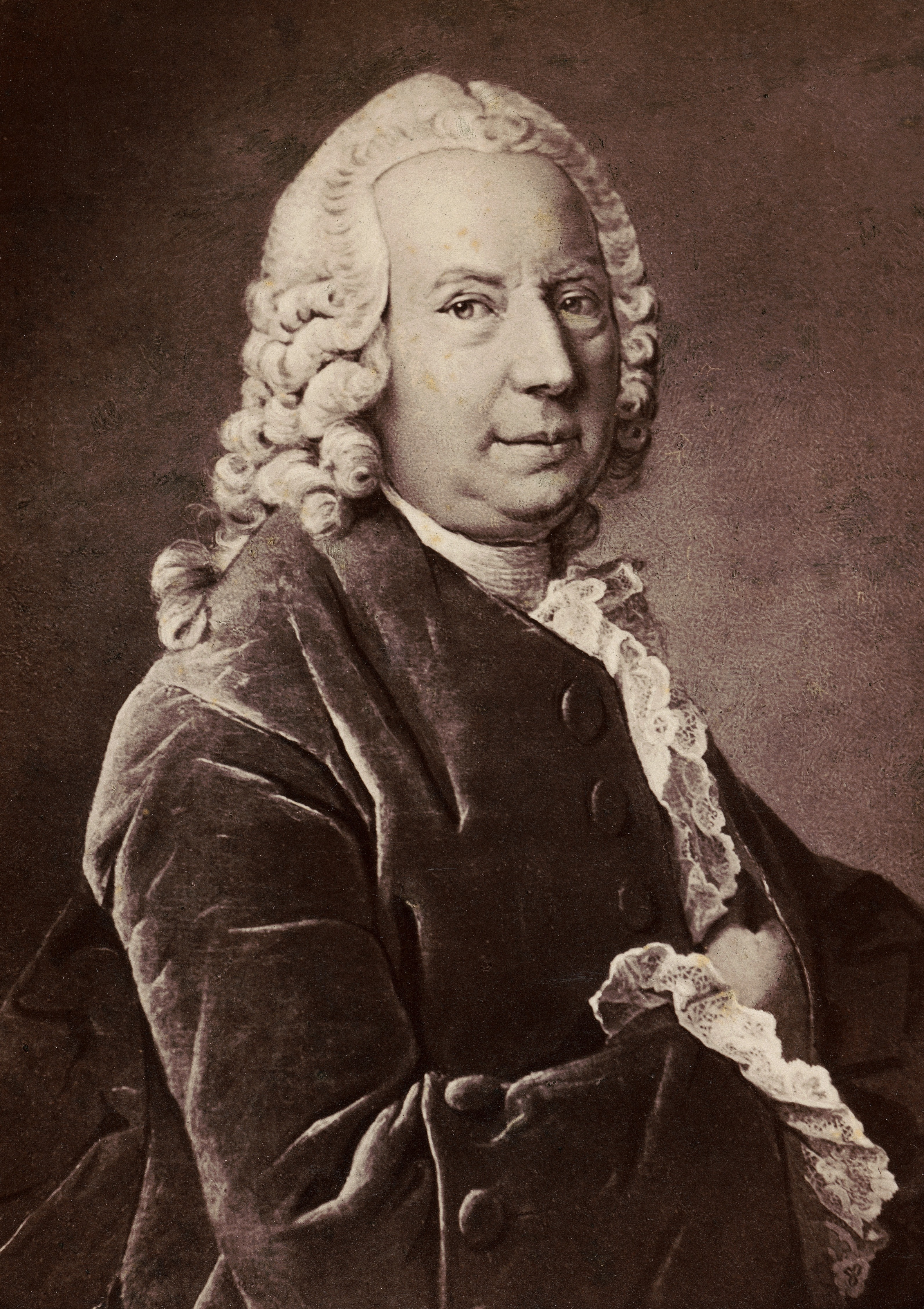
Портрет Даниила Бернулли. Неизвестный автор, около 1750.

Даниил родился 29 января (8 февраля) 1700 года в Гронингене (Голландия), где его отец Иоганн Бернулли тогда преподавал математику в университете. С юных лет увлёкся математикой, вначале учился у отца и брата Николая, параллельно изучая медицину. После возвращения в Швейцарию подружился с Эйлером.
1721 год — сдал экзамены на медика в Базеле, защитил диссертацию. Затем уехал в Италию, где набирался опыта в медицине.
1724 год — выпустил «Математические этюды», принёсшие ему известность.
1725 год — вместе с братом Николаем уезжает по приглашению в Петербург, где по императорскому указу учреждена Петербургская академия наук. Занимается там медициной, но потом переходит на кафедру математики (1728), ставшую вакантной после смерти его брата Николая. Момент для приезда был чрезвычайно неудачным — как раз скончался Пётр I, началась неразбериха. Приглашённые в Академию иностранцы частично рассеялись, но Даниил остался и даже уговорил приехать друга Эйлера (получил приглашение в 1726 году, прибыл в Санкт-Петербург в 1727 году). Но тут умерла императрица Екатерина I, и властям окончательно стало не до Академии. Вскоре Даниил вернулся в Базель (1733). Он остался почётным членом Петербургской академии, в её журнале опубликованы 47 из 75 трудов Даниила Бернулли. Во время пребывания в России он напечатал «Замечания о рекуррентных последовательностях» (1728) и подготовил свой главный труд: монографию «Гидродинамика» (опубликована в 1738 году).

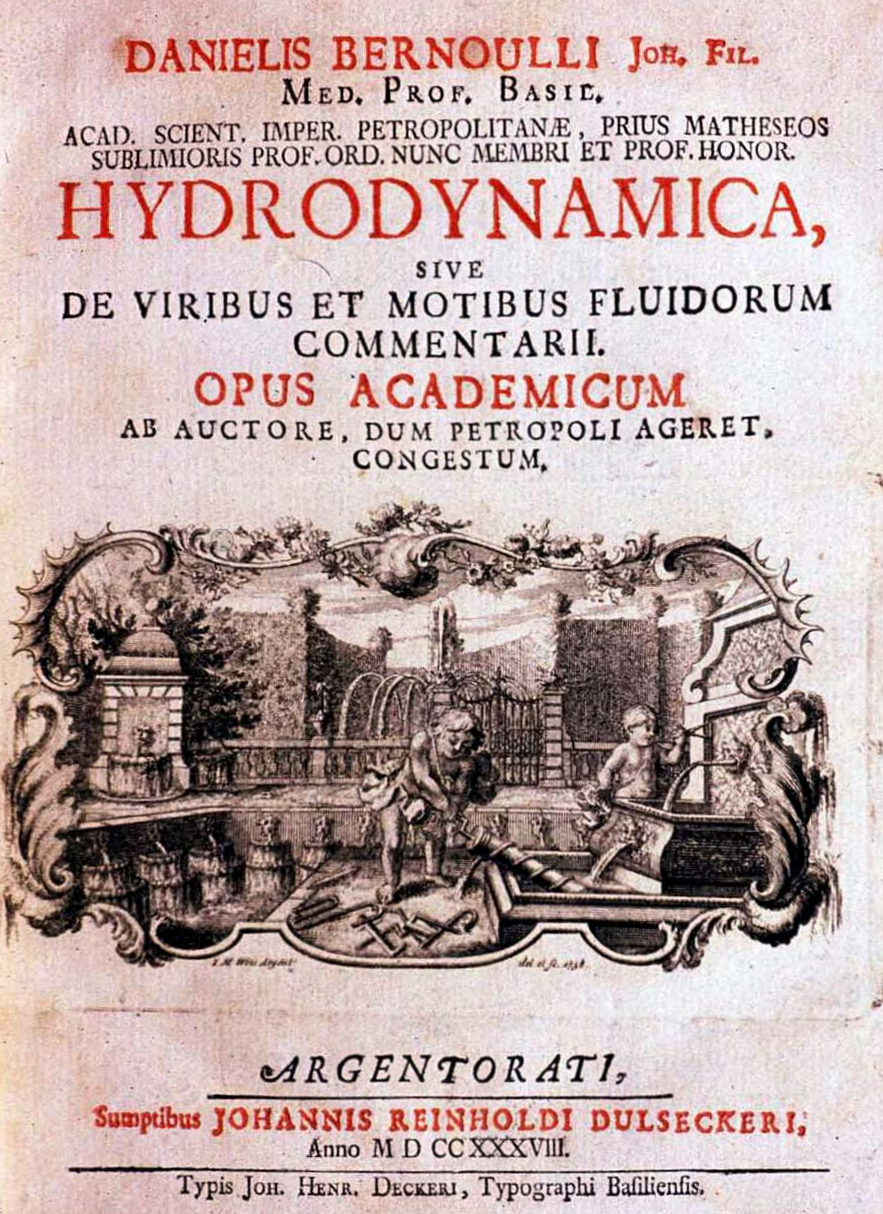
Титульный лист «Гидродинамики»

1733 год — устроился профессором анатомии и ботаники в Базеле (других вакансий не было). Ведёт оживлённую, взаимно полезную переписку с Эйлером.
1738 год — как результат многолетних трудов выходит фундаментальный труд «Гидродинамика». Среди прочего, там содержится основополагающий «закон Бернулли». Дифференциальных уравнений движения жидкости в книге ещё нет (их установил Эйлер в 1750-е годы).
С 1747 по 1753 год — важная серия работ о колебаниях струны. Даниил Бернулли, исходя из физических соображений, догадался разложить решение в тригонометрический ряд и провозгласил, что этот ряд — не менее общий, чем степенной. Эйлер и Д’Аламбер выступили с возражениями; вопрос был решён только в XIX веке, и Бернулли оказался прав.
1748 год — избран иностранным членом Парижской Академии наук.
1750 год — перешёл на кафедру физики Базельского университета, где и трудился до кончины в 1782 году. Дважды был избран ректором.
Умер за рабочим столом 17 марта 1782 года.
Женат не был. Отношения с отцом колебались от натянутых до враждебных, споры между ними о приоритете не утихали.

## Научная деятельность
Более всего Даниил Бернулли прославился трудами в области математической физики и теории дифференциальных уравнений — его считают, наряду с Д’Аламбером и Эйлером, основателем математической физики.
Физик-универсал, он создал количественную кинетическую теорию газов, основательно обогатил гидродинамику и аэродинамику, теорию упругости и т. д. Он первый выступил с утверждением, что причиной давления газа является тепловое движение молекул. В своей классической «Гидродинамике» Даниил Бернулли вывел уравнение стационарного течения несжимаемой жидкости (закон Бернулли), лежащее в основе динамики жидкостей и газов. С точки зрения молекулярной теории он объяснил закон Бойля — Мариотта.
Даниилу Бернулли принадлежит одна из первых формулировок закона сохранения энергии (живой силы, как тогда говорили), а также (одновременно с Эйлером) первая формулировка закона сохранения момента количества движения (1746 год). Он много лет изучал и математически моделировал упругие колебания, ввёл понятие гармонического колебания, сформулировал принцип суперпозиции колебаний.
В 1746 году — впервые показал, что центробежная сила не является реальной силой, а зависит от выбора системы отсчёта.
В математике опубликовал ряд исследований по теории вероятностей, теории рядов, численным методам и дифференциальным уравнениям. Он первый применил математический анализ к задачам теории вероятностей (1768 год), до этого в ней использовался только комбинаторный подход. Бернулли продвинул также математическую статистику, рассмотрев с применением вероятностных методов ряд практически важных задач.